# Robert Fulton
Robert Fulton (Pennsylvania, 14 november 1765 – New York, 24 februari 1815) was Amerikaans schilder, ingenieur en uitvinder, die lang in Parijs woonde en werkte.
Fulton werd geboren in Lancaster County, Pennsylvania. Daar werkte hij in het bedrijf van Joseph Simon en William Henry, die de stoommachine van James Watt verder ontwikkelden.

Hij ontwierp de eerste commercieel succesvolle stoomboot, deze voer in 1803 op de Seine. Fulton wilde het ontwerp aan Napoleon verkopen, maar deze zag de waarde van de uitvinding niet in. 
Jij zou een schip tegen de winden en stromingen in laten varen door een vreugdevuur aan te steken onder haar dek? Ik heb geen tijd voor zulke nonsens.— Napoleon, over Robert Fultons stoomschip
Teruggekeerd in Amerika bouwde Fulton een andere stoomboot, de Clermont, waarmee hij in 1807 op de rivier de Hudson voer. In juli 1811 deed zijn volgende boot, The North River, mee aan de eerste stoombootrace tussen Albany en New York op de Hudson. The North River en de andere deelnemer, The Hope, botsten echter op elkaar, waarmee de race voortijdig eindigde bij het plaatsje Hudson.
Fulton ontwierp ook de Nautilus (1800), die als de eerste praktische onderzeeboot wordt beschouwd.